# Gerd Peehs
Gerd Peehs (* 21. Januar 1942 in Neuscheidt; † 24. Oktober 2024) war ein deutscher Fußballspieler. Der Abwehrspieler hat bei den Vereinen Borussia Neunkirchen und Borussia Dortmund von 1965 bis 1972 insgesamt 190 Ligaspiele mit vier Toren in der Fußball-Bundesliga absolviert.

## Karriere
Gerd Peehs eröffnete in der Fußball-Oberliga Südwest in der Runde 1960/61 bei Saar 05 Saarbrücken seine höherklassige Laufbahn. Der Nachwuchsakteur debütierte am 14. August 1960 bei einer 2:4-Auswärtsniederlage bei Wormatia Worms an der Seite von Mitspielern wie Kurt Clemens und Fritz Altmeyer in der Oberliga Südwest. Von 1960 bis 1963 kam er auf 89 Oberligaeinsätze und erzielte zehn Tore. Herausragend waren für den jungen Spieler die Lokalderbys gegen den 1. FC Saarbrücken und Sportfreunde Saarbrücken. Er gehörte auch zu den Spielern, welche am 12. Mai 1963 das Kapitel der alten erstklassigen Oberliga beendeten. Mit Saar 05 gewann er das letzte Rundenspiel mit 5:1 bei Eintracht Kreuznach. Nach Einführung der Fußball-Bundesliga zur Runde 1963/64 war er noch zwei Runden mit Saar 05 in der Fußball-Regionalliga Südwest aktiv. Unter Trainer Otto Knefler und Neuzugang Klaus Fritzinger absolvierte Peehs beim Erreichen des 6. Ranges in der Debütrunde 1963/64 37 Ligaspiele und erzielte zehn Tore. Als Altmeyer 1964/65 23 und Herbert Schieber 14 Tore erzielten und Karl Meng neu im Angriff stürmte, belegten die Nullfünfer den 4. Rang; Peehs hatte 28 Rundenspiele bestritten und drei Tore erzielt.
Zur Saison 1965/66 nahm er das Angebot des Bundesligisten Borussia Neunkirchen an und wechselte zum Team vom Ellenfeldstadion. Für die Mannschaft von Trainer Horst Buhtz absolvierte er 20 Ligaspiele, konnte aber den Abstieg der Schwarz-Weißen mit den weiteren Neuzugängen Werner Görts und Jürgen Wingert nicht verhindern. Debütiert hatte er in der Bundesliga am Rundenstarttag, den 14. August 1965, bei einem 1:1-Heimremis gegen Borussia Mönchengladbach. Gegen die Offensive der „Fohlen“ vom Bökelberg mit Herbert Laumen, Jupp Heynckes, Bernd Rupp, Günter Netzer und Gerhard Elfert lediglich ein Tor zugelassen zu haben, war eine beachtenswerte Leistung. Nach dem Abstieg nahm er das Angebot von Borussia Dortmund an und wechselte nach einem Jahr in Neunkirchen zum Europacupsieger des Jahres 1965/66.
Er wurde in seiner ersten Saison 1966/67 mit 32 Spielen und drei Toren in der Mannschaft des neuen Trainers Heinz Murach sofort Stammspieler und belegte mit den Borussen den dritten Rang. Neben Peehs waren auch noch Horst Trimhold, Willibald Mikulasch und Willi Neuberger zu den Schwarz-Gelben des BVB gekommen, der aber den Weggang des Erfolgstrainers Willy Multhaup zu verschnerzen hatte. In der Hinrunde verspielte Dortmund mit 18:16 Punkten die Anwartschaft auf die Meisterschaft; Eintracht Braunschweig stand überraschend mit 22:12 Punkten auf dem 1. Rang, wie auch am Rundenende mit zwei Punkten Vorsprung gegenüber dem Titelverteidiger München 1860 und vier Punkten Vorsprung vor Dortmund und Eintracht Frankfurt. Der Verteidiger aus dem Saarland war sofort am Rundenstarttag, den 20. August 1966, bei einer 1:2-Heimniederlage gegen Fortuna Düsseldorf zum Einsatz gekommen. Mit Bernhard Wessel (Torhüter), Lothar Geisler, Dieter Kurrat, Wolfgang Paul und Rudi Assauer bildete er dabei die Borussen-Abwehr. Peehs war auch in den zwei Europapokalspielen am 23. November beziehungsweise 6. Dezember 1966 gegen Glasgow Rangers aktiv. Der Titelverteidiger schied mit 1:2 und 0:0 aus dem Wettbewerb aus.
Die Formkurve von Dortmund ging aber in den nächsten Runden nach unten, daran konnten auch die verschiedenen Trainer wie Oswald Pfau, Helmut Schneider, Hermann Lindemann, Horst Witzler und Herbert Burdenski nichts ändern. Der Weggang oder das Laufbahnende von profilierten Spielern wie Hans Tilkowski, Reinhard Libuda, Aki Schmidt, Gerhard Cyliax, Lothar Emmerich, Theo Redder, Rudi Assauer, Dietmar Erler, Alfred Kohlhäufl, Sigfried Held, Willi Neuberger, Werner Weist, Wolfgang Paul, Wilhelm Sturm und Reinhold Wosab trug eindeutig zum Verfall des BVB in dieser Ära bei. Der zuverlässige Manndecker, der in den Dortmunder Abstiegskämpfen der späten 1960er oft einer der wenigen Lichtblicke war, konnte den Niedergang nicht verhindern. Er spielte sechseinhalb Jahre bei Borussia Dortmund. Nach dem Abstieg 1972 in die Regionalliga West spielte er noch ein halbes Jahr in der damals zweithöchsten Spielklasse – 12 Einsätze –, ehe er zum in der Regionalliga Südwest spielenden 1. FC Saarbrücken wechselte und damit in seine Heimat zurückkehrte, bei dem er aber lediglich noch ein Pflichtspiel – am 8. September 1973 bei einem 2:1-Auswärtserfolg gegen Eintracht Kreuznach – unter Trainer Herbert Binkert absolvieren konnte, ehe er seine Laufbahn beenden musste.
In späteren Jahren war Peehs in Holving bei Puttelange-aux-Lacs, direkt am Hirbacher Weiher wohnhaft.

## Statistik
| Liga       | Spiele (Tore) |
| ---------- | ------------- |
| Bundesliga | 190 (4)       |